# Багдатис, Маркос
Ма́ркос Багда́тис (греч. Μάρκος Παγδατής, англ. Marcos Bagdatis; род. 17 июня 1985 года в Лимасоле, Кипр) — бывший кипрский теннисист; финалист одного турнира Большого шлема в одиночном разряде (Открытый чемпионат Австралии-2006); полуфиналист одного турнира Большого шлема в одиночном разряде (Уимблдон-2006); бывшая восьмая ракетка мира в одиночном разряде; победитель пяти турниров ATP (четыре — в одиночном разряде); победитель одного юниорского турнира Большого шлема в одиночном разряде (Открытый чемпионат Австралии-2003).

## Общая информация
Отец Маркоса — Христос — ливанец, а мать — греческая киприотка. Начал играть в теннис в пять лет вместе с отцом и двумя старшими братьями Мариносом (род. 1977) и Петросом (род. 1979). В 1999 году стал учиться в теннисной академии Патрика Муратоглу во Франции.
14 июля 2012 года Багдатис оформил свои отношения с хорваткой Каролиной Шпрем (также профессиональным игроком в теннис). 20 октября 2012 года у них родился первенец — дочь Захара.
В 2005 году Маркос получил премию «Человек года» на Кипре.

## Спортивная карьера

### Начало карьеры
Профессиональную карьеру начал в 2003 году. В этот год он выиграл на юниорском турнире Открытого чемпионата Австралии. В апреле того же года он выиграл первый «фьючерс». До конца года он выиграл ещё три турнира этой серии, а также вышел в финал турнира «челленджера» в Бухаре. В 2004 году выступил на Летних Олимпийских играх в Афинах, где сумел выйти во второй раунд. В этом же сезоне на Открытом чемпионате США дебютировал в основных соревнованиях на турнире серии Большого шлема. Ему удалось выйти во второй раунд, где он впервые сразился с первой ракеткой мира Роджером Федерером у которого смог выиграть один сет 2-6, 7-6(4), 3-6, 1-6. Осенью 2004 года выиграл два «Челленджера» (в Болтоне и Братиславе).
На Открытом чемпионате Австралии 2005 года Багдатис вышел в четвёртый раунд, обыграв Федерико Луцци, Ивана Любичича и Томми Робредо. Путь дальше ему преградил № 1 в мире Роджер Федерер. Этот результат позволил Маркосу войти в первую сотню. После турнира получил травму локтя и не выступал до конца апреля. В июне выиграл «Челленджер» в Кордобе. В октябре он вышел в четвертьфинал турнира в Токио и впервые в финал турнира ATP в Базеле.

### 2006—2007 (финал Большого шлема)
В 2006 году стартовал с турнира в Дохе, где дошёл до четвертьфинала. Самый большой профессиональный успех Багдатиса — выход в финал Открытого чемпионата Австралии в 2006 году. Для 20-летнего киприота это был всего лишь второй в карьере финал турнира ATP, Маркос даже не был сеянным в Австралии. По пути он обыграл трёх теннисистов из первой десятки (в четвёртом раунде Энди Роддика и в четвертьфинале Ивана Любичича). В полуфинале Багдатис проигрывал № 4 в мире Давиду Налбандяну 0-2 по сетам, но сумел победить. Это была уже третья победа в 5 сетах на турнире для Багдатиса. В финале киприот, поддерживаемой греческой диаспорой в Австралии, выиграл у первой ракетки мира Роджера Федерера первый сет и вёл во втором с брейком, но затем швейцарец перехватил инициативу и уверенно довёл матч до победы.
| Стадия | Соперник (посев)    | Рейтинг | Счёт                | Время матча |
| 1 круг | Джастин Гимельстоб  | 115     | 7-6(6) 7-5 6-0      | 2 ч 19 мин  |
| 2 круг | Радек Штепанек (17) | 20      | 6-4 6-3 3-6 0-6 7-5 | 3 ч 10 мин  |
| 3 круг | Денис Гремельмайр   | 177     | 6-2 6-1 6-2         | 1 ч 20 мин  |
| 4 круг | Энди Роддик (2)     | 3       | 6-4 1-6 6-3 6-4     | 2 ч 32 мин  |
| 1/4    | Иван Любичич (7)    | 8       | 6-4 6-2 4-6 3-6 6-3 | 3 ч 17 мин  |
| 1/2    | Давид Налбандян (4) | 4       | 3-6 5-7 6-3 6-4 6-4 | 3 ч 27 мин  |
| Финал  | Роджер Федерер (1)  | 1       | 7-5 5-7 0-6 2-6     | 2 ч 46 мин  |

Благодаря этому выступление Маркос в рейтинге поднялся на 27 мест и стал занимать 27-ю строчку. В марте 2006 года смог выйти в четвертьфинал на турнире серии Мастерс в Индиан-Уэлсе. Грунтовая часть сезона сложилась для Багдатиса неудачно и он так не смог преодолеть первых раундов на турнирах. Результаты вернулись к нему уже на траве. На турнире в Хертогенбосе он вышел в полуфинал. На Уимблдонском турнире Багдатис был в шаге от выхода во второй в сезоне финал турнира Большого шлема. Дойдя до полуфинала, он обыграл на своем пути в том числе Себастьена Грожана, юного Энди Маррея и Ллейтона Хьюитта. Путь дальше ему преградил Рафаэль Надаль, выиграв у киприота легко в трёх сетах 6-1, 7-5, 6-3. После Уимблдона он впервые поднялся на 10-е место в мировом рейтинге. В августе поднялся на высшее в карьере 8-е место в рейтинге. В сентябре 2006 года Маркос, уже будучи игроком топ-10, наконец-то смог завоевать свой первый титул на турнире ATP. Произошло это на турнире в Пекине, где он в финале переиграл Марио Анчича — 6-4, 6-0.
На старте сезона 2007 года Багдатис дважды вышел в четвертьфинал в Дохе и Сиднее. На Открытом чемпионате Австралии, где год назад он вышел в финал, Маркос на этот раз выбыл уже во втором раунде, уступив Гаэлю Монфису 6-7(5), 2-6, 6-2, 0-6. В феврале выиграл турнир в Загребе, где в финале он переиграл хорвата Ивана Любичича 7-6(4), 4-6, 6-4. Затем вышел в финал в Марселе, где уже уступил французу Жилю Симону 4-6, 6-7(3). В начале мая дошёл до полуфинала на грунтовом турнире в Мюнхене. На Открытом чемпионате Франции впервые вышел в четвёртый раунд. В июне на турнире в Халле выходит в финал. На Уимблдонском турнире дошёл до четвертьфинала, обыграв по пути Давида Налбандяна и № 4 в рейтинге Николая Давыденко. В борьбе за выход в полуфинал он в упорной борьбе уступил Новаку Джоковичу 6-7(4), 6-7(9), 7-6(3), 6-4, 5-7. Их матч продолжался ровно 5 часов.
В сентябре Багдатис вышел в четвертьфинал в Пекине. В октябре дошёл до полуфинала в Базеле. На турнире Мастерс в Париже он вышел в полуфинал и смог обыграть двух теннисистов из первой десятки (Давыденко и Робредо).

### 2008—2010
На Открытом чемпионате Австралии 2008 года Багдатис уступил в третьем раунде Ллейтону Хьюитту 6-4, 5-7, 5-7, 7-6(4), 3-6. В феврале вышел в полуфинал на турнире в Марселе. В июле на турнире в Халле вышел в четвертьфинал. На Уимблдонском турнире дошёл до четвёртого раунда. Из-за травмы ему пришлось пропустить следующую за Уимблдоном часть сезона в том числе и Открытый чемпионат США. Возвращение Багдатиса на корт состоялось в сентябре, но без особого успеха. На трёх турнирах ATP на которых он выступил он выбывал в первом же раунде.
В 2009 году на Открытом чемпионате Австралии вышел в четвёртый раунд, где уступил Новаку Джоковичу. В феврале вышел в четвертьфинал на турнире в Йоханнесбурге и Делрей-Бич. Следующая часть сезона сложилась для Багдатиса крайне неудачно. Ни на одном из турнирах он не мог преодолеть первых раундов и летом вылетел из первой сотни рейтинга ATP. С августа, помимо турниров ATP, стал выступать на «Челленджерах». В итоге он одержал на них три победы (в Ванкувере, Сен-Реми-де-Прованс и Ташкенте) и вернулся в первую сотню. В октябре Багдатис выиграл титул на турнире ATP в Стокгольме. В финале он выиграл Оливье Рохуса 6-1, 7-5.
В начале сезона 2010 года выиграл турнир в Сиднее, обыграв в финале Ришара Гаске 6-4, 7-6(2). На Открытом чемпионате Австралии проиграл в третьем раунде Хьюитту. В феврале выходит в полуфинал на турнире в Дубае. В мае до той же стадии доходит в Мюнхене. Перед Открытым чемпионатом Франции вышел в четвертьфинал в Ницце. На самом чемпионате Франции в третьем раунде уступил Энди Маррею. На Уимблдоне выбыл уже в первом раунде. В августе дошёл до финала на турнире в Вашингтоне, где уступил Налбандяну 2-6, 6-7(4). На турнире Мастерс в Цинциннати Багдатису в четвертьфинале удалось переиграть первую ракетку мира Рафаэля Надаля 6-4, 4-6, 6-4. В полуфинале он уступил № 2 Роджеру Федереру
4-6, 3-6. На турнире в Нью-Хейвене он дошёл до четвертьфинала, а на Открытом чемпионате США оступился в первом же раунде, уступив Арно Клеману 3-6, 6-2, 6-1, 4-6, 5-7. В сентябре Багдатис дошёл до четвертьфинала в Куала-Лумпуре. В октябре в Москве выходит в свой 10-й в карьере одиночный финал на турнирах ATP. Его он проиграл Виктору Троицки 6-3, 4-6, 3-6. На турнире в Вене он дошёл до четвертьфинала. По итогу сезона 2010 года он занял 20-е место.

### 2011—2013
В январе 2011 года на турнире в Брисбене вышел в четвертьфинал. На Открытом чемпионате Австралии выбыл в третьем раунде. В феврале вышел в четвертьфинал в Роттердаме. На Открытом чемпионате Франции проиграл во втором раунде. На турнире в Хертенгебосе вышел в полуфинал, а на Уимблдонском турнире проиграл в матче третьего раунда Новаку Джоковичу. В августе сыграл в четвертьфинале на турнирах в Вашингтоне и Уинстон-Сейлеме. Осенью 2011 года дошёл до финала на турнире в Куала-Лумпур, где проиграл Янко Типсаревичу 4-6, 5-7.
В начале сезона 2012 года Багдатис вышел в четвертьфинал в Брисбене и полуфинал в Сиднее. На Открытом чемпионате Австралии в матче второго раунда Маркос установил своеобразный рекорд: проиграв два сета швейцарцу Станисласу Вавринке, Багдатис во время смены сторон сломал подряд 4 ракетки, с двух из них даже не сняв пластиковые пакеты. Третий сет остался за киприотом, но Вавринка выиграл 4-й, а с ним и матч — 7-63 6-4 5-7 6-1. В феврале он вышел в полуфинал в Загребе. Там же вместе с Михаилом Южным он впервые выиграл парный титул ATP. В мае Маркос попал в четвертьфинал в Мюнхене. На Открытом чемпионате Франции вышел во второй раунд, а на Уимблдонский турнир в третий. В конце июля принял участие в летних Олимпийских играх 2012 года в Лондоне. Там он дошёл до третьего раунда, где уступил будущему Олимпийскому чемпиону Энди Маррею. На Открытом чемпионате США проиграл на стадии второго раунда Александру Долгополову 4-6, 6-3, 0-6, 6-7(5). На турнире в Токио и Стокгольме в октябре он вышел в полуфинал.
Сезон 2013 года он начал в Брисбене, где дошёл до полуфинала. На Открытом чемпионате Австралии вышел в третий раунд. В феврале вышел в четвертьфинал в Роттердаме. После этого выступления Багдатиса пошли на спад. Он умудрился проиграть 10 встреч подряд на различных турнирах (не считая Кубок Дэвиса), включая Открытый чемпионат Франции и Уимблдонский турнир. В августе он начал преодолевать кризис и сыграл в четвертьфинале турнира в Вашингтоне. На Открытом чемпионате США киприот добрался до третьего раунда.

### 2014—2016
Сезон 2014 года Багдатис начал неудачно и выбыл за пределы первой сотни рейтинга. С апреля по июнь он был травмирован и, вернувшись на корт, сыграл на «челленджере» в Ноттингеме и выиграл его. В августе в Северной Америке Маркос выиграл ещё два «челленджера» (в Ванкувере и Аптосе) и вернул себе место в топ-100. В ноябре он смог победить ещё в одном «челленджере» в Женеве.
На Открытом чемпионате Австралии 2015 года Багдатис вышел в третий раунд. В феврале на зальном турнире в Загребе он смог выйти в полуфинал. Следующий раз до полуфинала ему удалось дойти уже в июне на траве в Ноттингеме. К тому же во втором раунде тех соревнований Маркос переиграл № 7 в мире Давида Феррера — 6-2, 7-6(4). На Уимблдоне он доиграл до третьего раунда. В начале августа Багдатис впервые за четыре года сыграл в одиночном финале турнира в Мировом туре. Произошло это на харде в Атланте, где в борьбе за главный приз он проиграл американцу Джону Изнеру — 3-6, 3-6. Следующие результаты Багдатиса были далеки от хороших и лишь в октябре на турнире в Стокгольме он смог выйти в полуфинал. Сезон киприот завершил в топ-50 одиночного рейтинга.
В феврале 2016 года Багдатис сыграл в четвертьфинале турнира в Монпелье. Через три недели после этого он смог хорошо себя проявить на турнире в Дубае, где вышел в финал. В титульном матче Багдатис не смог обыграть № 4 в мире Стэна Вавринку — 4-6, 6-7(13). В грунтовой части сезона лучшим результатом киприота стал выход в 1/4 финала в апреле на турнире в Хьюстоне. В июне на травяном турнире в Халле он смог победить в первом раунде № 8 в мире Томаша Бердыха — 7-6(3), 7-6(4) и после ещё одной победы выйти в четвертьфинал. Также в 1/4 финала он прошёл и наследующем турнире в Ноттингеме. В июле Багдатис сыграл на турнире в Ньюпорте, где добрался до полуфинала. На Открытом чемпионате США Маркос впервые с 2009 года смог выйти в четвёртый раунд турнира серии Большого шлема. Сезон он завершил в качестве игрока топ-40, заняв 36-е место.

### 2017—2019
С 2017 года результаты Багдатиса пошли на спад. В январе того года он смог выйти в полуфинал турнира в Окленде. Он пропустил несколько месяцев и выбывал в первых же раундах на ряде турниров. Следующего заметного результата Маркос добился в июне на турнире в Анталье, доиграв там до полуфинала. После поражения в первом раунде Открытого чемпионата США и потери рейтингов очков он опустился во вторую сотню классификации. На короткое время он вернулся в топ-100 после выхода в финал на турнире в Чэнду. Доиграть тот финал он не смог, отказавшись от продолжения матча против Дениса Истомина в первом сете.
В начале февраля 2018 года Маркос принял участие на турнире в Софии, где дошёл до четвертьфинала. В марте на Мастерсе в Индиан-Уэлсе он сумел, начав с квалификации доиграть до четвёртого раунда, но на матч за выход в 1/4 финала он не вышел из-за травмы. В июле киприот вышел в четвертьфинал турнира в Атланте.
Следующего четвертьфинала в Мировом туре он добился уже в феврале на турнире в Монпелье, куда Багдатис попал, отобравшись через квалификацию. В марте он выиграл турнир серии «челленджер» в Шэньчжэнь, обыграв в финале итальянца Стефано Наполитано. Этот титул стал последним в профессиональной карьере киприота. В июле 34-летний Багдатис завершил карьеру теннисиста. Последним турниром, на котором он сыграл, стал Уимблдон, где Багдатис вышел во второй раунд.

## Рейтинг на конец года
| Год  | Одиночный рейтинг | Парный рейтинг |
| ---- | ----------------- | -------------- |
| 2019 | 179               |                |
| 2018 | 124               |                |
| 2017 | 102               | 404            |
| 2016 | 36                | 420            |
| 2015 | 46                | 859            |
| 2014 | 85                |                |
| 2013 | 87                | 169            |
| 2012 | 36                | 212            |
| 2011 | 44                | 272            |
| 2010 | 20                | 508            |
| 2009 | 42                | 833            |
| 2008 | 98                | 282            |
| 2007 | 16                | 106            |
| 2006 | 12                | 393            |
| 2005 | 55                | 787            |
| 2004 | 159               | 643            |
| 2003 | 197               | 584            |
| 2002 | 573               | 885            |
| 2001 | 1383              | 1536           |
| 2000 | 1175              |                |

По данным официального сайта ATP на последнюю неделю года.

## Выступления на турнирах

### Финалы турниров Большого шлема в одиночном разряде (1)

#### Поражение (1)
| №  | Год  | Турнир                       | Покрытие | Соперник       | Счёт            |
| 1. | 2006 | Открытый чемпионат Австралии | Хард     | Роджер Федерер | 7-5 5-7 0-6 2-6 |

### Финалы турнировATPв одиночном разряде (14)

#### Победы (4)
| Титулы (до/после 2009)                      |
| ------------------------------------------- |
| Большой шлем (0)*                           |
| Итоговый турнир ATP (0)                     |
| Мастерс (0)                                 |
| ATP Gold International series / ATP 500 (0) |
| АТР International series / АТР 250 (4+1)    |

| Титулы по покрытиям | Титулы по месту проведения матчей турнира |
| ------------------- | ----------------------------------------- |
| Хард (3+1)*         | Зал (2+1)                                 |
| Грунт (0)           | Зал (2+1)                                 |
| Трава (0)           | Открытый воздух (2)                       |
| Ковёр (1)           | Открытый воздух (2)                       |

* количество побед в одиночном разряде + количество побед в парном разряде.
| №  | Дата             | Турнир            | Покрытие    | Соперник в финале | Счёт           |
| 1. | 17 сентября 2006 | Пекин, Китай      | Хард        | Марио Анчич       | 6-4 6-0        |
| 2. | 4 февраля 2007   | Загреб, Хорватия  | Ковёр (зал) | Иван Любичич      | 7-6(4) 4-6 6-4 |
| 3. | 25 октября 2009  | Стокгольм, Швеция | Хард (зал)  | Оливье Рохус      | 6-1 7-5        |
| 4. | 16 января 2010   | Сидней, Австралия | Хард        | Ришар Гаске       | 6-4 7-6(2)     |

#### Поражения (10)
| №   | Дата            | Турнир                       | Покрытие    | Соперник в финале | Счёт               |
| 1.  | 30 октября 2005 | Базель, Швейцария            | Ковёр (зал) | Фернандо Гонсалес | 7-6(8) 3-6 5-7 4-6 |
| 2.  | 29 января 2006  | Открытый чемпионат Австралии | Хард        | Роджер Федерер    | 7-5 5-7 0-6 2-6    |
| 3.  | 18 февраля 2007 | Марсель, Франция             | Хард (зал)  | Жиль Симон        | 4-6 6-7(3)         |
| 4.  | 17 июня 2007    | Халле, Германия              | Трава       | Томаш Бердых      | 5-7 4-6            |
| 5.  | 8 августа 2010  | Вашингтон, США               | Хард        | Давид Налбандян   | 2-6 6-7(4)         |
| 6.  | 24 октября 2010 | Москва, Россия               | Хард (зал)  | Виктор Троицки    | 6-3 4-6 3-6        |
| 7.  | 2 октября 2011  | Куала-Лумпур, Малайзия       | Хард (зал)  | Янко Типсаревич   | 4-6 5-7            |
| 8.  | 2 августа 2015  | Атланта, США                 | Хард        | Джон Изнер        | 3-6 3-6            |
| 9.  | 27 февраля 2016 | Дубай, ОАЭ                   | Хард        | Стэн Вавринка     | 4-6 6-7(13)        |
| 10. | 1 октября 2017  | Чэнду, Китай                 | Хард        | Денис Истомин     | 2-3 — отказ        |

### Финалы челленджеров и фьючерсов в одиночном разряде (20)

#### Победы (17)
| Условные обозначения |
| Челленджеры (11)*    |
| Фьючерсы (6)         |

| Титулы по покрытиям | Титулы по месту проведения матчей турнира |
| ------------------- | ----------------------------------------- |
| Хард (14)*          | Зал (5)                                   |
| Грунт (2)           | Зал (5)                                   |
| Трава (1)           | Открытый воздух (12)                      |
| Ковёр (0)           | Открытый воздух (12)                      |

* количество побед в одиночном разряде.
| №   | Дата             | Турнир                       | Покрытие   | Соперник в финале       | Счёт          |
| 1.  | 3 ноября 2002    | Устер, Швейцария             | Хард (зал) | Тьерри Асьон            | 6-3 6-4       |
| 2.  | 24 ноября 2002   | Устер, Швейцария             | Хард (зал) | Даниэле Браччали        | 6-1 7-6(3)    |
| 3.  | 13 апреля 2003   | Сирос, Греция                | Хард       | Петр Кралерт            | 6-4 6-2       |
| 4.  | 10 мая 2003      | Наманган, Узбекистан         | Хард       | Луис Вослу              | 6-1 6-4       |
| 5.  | 29 июня 2003     | Алкмар, Нидерланды           | Грунт      | Игнасио Гонсалес-Кинг   | 6-3 6-1       |
| 6.  | 26 октября 2003  | Никосия, Кипр                | Грунт      | Константинос Икономидис | 7-6(5) 6-1    |
| 7.  | 24 октября 2004  | Болтон, Великобритания       | Хард (зал) | Петер Весселс           | 6-1 3-6 6-2   |
| 8.  | 14 ноября 2004   | Братислава, Словакия         | Хард (зал) | Доминик Хрбаты          | 7-6(4) 7-6(3) |
| 9.  | 3 июля 2005      | Кордова, Испания             | Хард       | Алехандро Фалья         | 6-3 6-3       |
| 10. | 9 августа 2009   | Ванкувер, Канада             | Хард       | Ксавье Малисс           | 6-4 6-4       |
| 11. | 13 сентября 2009 | Сен-Реми-де-Прованс, Франция | Хард       | Ксавье Малисс           | 6-4 6-1       |
| 12. | 18 октября 2009  | Ташкент, Узбекистан          | Хард       | Денис Истомин           | 6-3 1-6 6-3   |
| 13. | 8 июня 2014      | Ноттингем, Великобритания    | Трава      | Маринко Матошевич       | 6-4 6-3       |
| 14. | 3 августа 2014   | Ванкувер, Канада             | Хард       | Фаррух Дустов           | 7-6(6) 6-3    |
| 15. | 10 августа 2014  | Аптос, США                   | Хард       | Михаил Кукушкин         | 7-6(7) 6-4    |
| 16. | 2 ноября 2014    | Женева, Швейцария            | Хард (зал) | Михал Пшисенжний        | 6-1 4-6 6-3   |
| 17. | 17 марта 2019    | Шэньчжэнь, Китай             | Хард       | Стефано Наполитано      | 6-2 3-6 6-4   |

#### Поражения (3)
| №  | Дата            | Турнир                 | Покрытие | Соперник в финале   | Счёт              |
| 1. | 13 июля 2003    | Бурк-ан-Брес, Франция  | Грунт    | Жан-Кристоф Форе    | 5-7 6-4 2-6       |
| 2. | 16 августа 2003 | Бухара, Узбекистан     | Хард     | Марк-Кевин Гёлльнер | 5-7 7-6(2) 6-7(4) |
| 3. | 11 января 2015  | Хэппи-Вэлли, Австралия | Хард     | Райан Харрисон      | 6-7(8) 4-6        |

### Финалы турнировATPв парном разряде (3)

#### Победа (1)
| №  | Дата           | Турнир           | Покрытие   | Партнёр      | Соперники в финале    | Счёт    |
| 1. | 5 февраля 2012 | Загреб, Хорватия | Хард (зал) | Михаил Южный | Иван Додиг Мате Павич | 6-2 6-2 |

#### Поражения (2)
| №  | Дата          | Турнир           | Покрытие | Партнёр      | Соперники в финале                  | Счёт    |
| 1. | 6 января 2008 | Ченнаи, Индия    | Хард     | Марк Жикель  | Санчай Ративатана Сончат Ративатана | 4-6 5-7 |
| 2. | 5 мая 2013    | Мюнхен, Германия | Грунт    | Эрик Буторак | Яркко Ниеминен Дмитрий Турсунов     | 1-6 4-6 |

### Финалы челленджеров и фьючерсов в парном разряде (1)

#### Поражение (1)
| №- | Дата       | Турнир              | Покрытие | Партнёр     | Соперники в финале             | Счёт       |
| 1. | 4 мая 2003 | Андижан, Узбекистан | Хард     | Штефан Боли | Джастин Бауэр Марко Кьюдинелли | 3-6 6-7(3) |

## История выступлений на турнирах
| Турнир                       | 2003          | 2004          | 2005          | 2006          | 2007          | 2008          | 2009                    | 2010                    | 2011                    | 2012                    | 2013                    | 2014                    | 2015                    | 2016                    | 2017                    | 2018                    | 2019                    | Итог   | В/П за карьеру |
| ---------------------------- | ------------- | ------------- | ------------- | ------------- | ------------- | ------------- | ----------------------- | ----------------------- | ----------------------- | ----------------------- | ----------------------- | ----------------------- | ----------------------- | ----------------------- | ----------------------- | ----------------------- | ----------------------- | ------ | -------------- |
| Турниры Большого шлема       |               |               |               |               |               |               |                         |                         |                         |                         |                         |                         |                         |                         |                         |                         |                         |        |                |
| Открытый чемпионат Австралии | -             | -             | 4P            | Ф             | 2P            | 3P            | 4Р                      | 3Р                      | 3Р                      | 2Р                      | 3Р                      | 1Р                      | 3P                      | 1Р                      | 2P                      | 2P                      | К                       | 0 / 14 | 26-14          |
| Открытый чемпионат Франции   | -             | К             | 1Р            | 2Р            | 4Р            | 1Р            | 1P                      | 3P                      | 2P                      | 2P                      | 1P                      | -                       | 2P                      | 2P                      | 1P                      | 1P                      | -                       | 0 / 13 | 10-13          |
| Уимблдонский турнир          | -             | К             | 1P            | 1/2           | 1/4           | 4P            | -                       | 1P                      | 3P                      | 3P                      | 1P                      | 2P                      | 3P                      | 1P                      | 2P                      | 2P                      | 2P                      | 0 / 14 | 22-14          |
| Открытый чемпионат США       | К             | 2P            | 1P            | 2P            | 1P            | -             | -                       | 1P                      | 1P                      | 2P                      | 3P                      | 1P                      | 1P                      | 4P                      | 1P                      | 2P                      | -                       | 0 / 13 | 9-13           |
| Итог                         | 0 / 0         | 0 / 1         | 0 / 4         | 0 / 4         | 0 / 4         | 0 / 3         | 0 / 2                   | 0 / 4                   | 0 / 4                   | 0 / 4                   | 0 / 4                   | 0 / 3                   | 0 / 4                   | 0 / 4                   | 0 / 4                   | 0 / 4                   | 0 / 1                   | 0 / 54 |                |
| В/П в сезоне                 | 0-0           | 1-1           | 3-4           | 13-4          | 8-4           | 5-3           | 3-2                     | 4-4                     | 5-4                     | 5-4                     | 4-4                     | 1-3                     | 5-4                     | 4-4                     | 2-4                     | 3-4                     | 1-1                     |        | 67-54          |
| Олимпийские игры             |               |               |               |               |               |               |                         |                         |                         |                         |                         |                         |                         |                         |                         |                         |                         |        |                |
| Олимпиада                    | НП            | 2Р            | Не проводился | Не проводился | Не проводился | -             | Не проводился           | Не проводился           | Не проводился           | 3Р                      | Не проводился           | Не проводился           | Не проводился           | -                       | Не проводился           | Не проводился           | Не проводился           | 0 / 2  | 3-2            |
| Турниры Мастерс              |               |               |               |               |               |               |                         |                         |                         |                         |                         |                         |                         |                         |                         |                         |                         |        |                |
| Индиан-Уэлс                  | -             | -             | -             | 1/4           | 2Р            | 3Р            | -                       | 4Р                      | 2Р                      | 3Р                      | 1Р                      | -                       | 2Р                      | -                       | -                       | 4Р                      | -                       | 0 / 9  | 12-8           |
| Майами                       | -             | -             | -             | 3Р            | 2Р            | -             | 2Р                      | 3Р                      | 2Р                      | 2Р                      | -                       | 3Р                      | 1Р                      | 2Р                      | -                       | 1Р                      | -                       | 0 / 10 | 7-10           |
| Монте-Карло                  | -             | -             | -             | -             | 1Р            | -             | -                       | 1Р                      | 1Р                      | -                       | -                       | -                       | -                       | -                       | -                       | -                       | -                       | 0 / 3  | 0-3            |
| Мадрид                       | -             | -             | -             | 2Р            | 2Р            | -             | -                       | 2Р                      | 2Р                      | 1Р                      | 1Р                      | -                       | -                       | 1Р                      | 1Р                      | -                       | -                       | 0 / 8  | 3-8            |
| Рим                          | -             | -             | -             | 2Р            | 3Р            | -             | -                       | 1Р                      | 1Р                      | 1Р                      | 1Р                      | -                       | -                       | -                       | -                       | -                       | -                       | 0 / 6  | 3-6            |
| Монреаль/Торонто             | -             | -             | -             | 1Р            | 3Р            | -             | -                       | 1Р                      | 1Р                      | 2Р                      | 1Р                      | -                       | -                       | -                       | -                       | -                       | -                       | 0 / 6  | 3-6            |
| Цинциннати                   | -             | -             | -             | 3Р            | 3Р            | -             | К                       | 1/2                     | 1Р                      | 2Р                      | 1Р                      | -                       | -                       | 2Р                      | -                       | К                       | -                       | 0 / 7  | 10-7           |
| Шанхай                       | Не проводился | Не проводился | Не проводился | Не проводился | Не проводился | Не проводился | -                       | 1Р                      | -                       | 3Р                      | -                       | -                       | -                       | -                       | -                       | -                       | -                       | 0 / 2  | 2-2            |
| Париж                        | -             | -             | -             | -             | 1/2           | 1Р            | -                       | -                       | -                       | 1Р                      | -                       | -                       | -                       | 2Р                      | -                       | -                       | -                       | 0 / 4  | 5-4            |
| Гамбург                      | -             | -             | -             | 1Р            | 1Р            | -             | Не турнир серии Мастерс | Не турнир серии Мастерс | Не турнир серии Мастерс | Не турнир серии Мастерс | Не турнир серии Мастерс | Не турнир серии Мастерс | Не турнир серии Мастерс | Не турнир серии Мастерс | Не турнир серии Мастерс | Не турнир серии Мастерс | Не турнир серии Мастерс | 0 / 2  | 0-2            |
| Статистика за карьеру        |               |               |               |               |               |               |                         |                         |                         |                         |                         |                         |                         |                         |                         |                         |                         |        |                |
| Проведено финалов            | 0             | 0             | 1             | 2             | 3             | 0             | 1                       | 3                       | 1                       | 0                       | 0                       | 0                       | 1                       | 1                       | 1                       | 0                       | 0                       |        | 14             |
| Выиграно турниров АТП        | 0             | 0             | 0             | 1             | 1             | 0             | 1                       | 1                       | 0                       | 0                       | 0                       | 0                       | 0                       | 0                       | 0                       | 0                       | 0                       |        | 4              |
| В/П: всего                   | 0-0           | 2-2           | 11-12         | 37-20         | 48-22         | 14-12         | 23-16                   | 43-27                   | 28-27                   | 35-25                   | 15-22                   | 7-11                    | 26-19                   | 26-23                   | 18-17                   | 12-16                   | 4-3                     |        | 349-274        |
| Σ % побед                    | 0 %           | 50 %          | 48 %          | 65 %          | 69 %          | 54 %          | 59 %                    | 61 %                    | 51 %                    | 58 %                    | 41 %                    | 39 %                    | 58 %                    | 53 %                    | 51 %                    | 43 %                    | 57 %                    |        | 56 %           |